# 埃斯波内利亚
埃斯波内利亚，是西班牙加泰罗尼亚赫罗纳省的一个市镇。总面积16平方公里，总人口369人（2001年），人口密度23人/平方公里。